# Nieuws

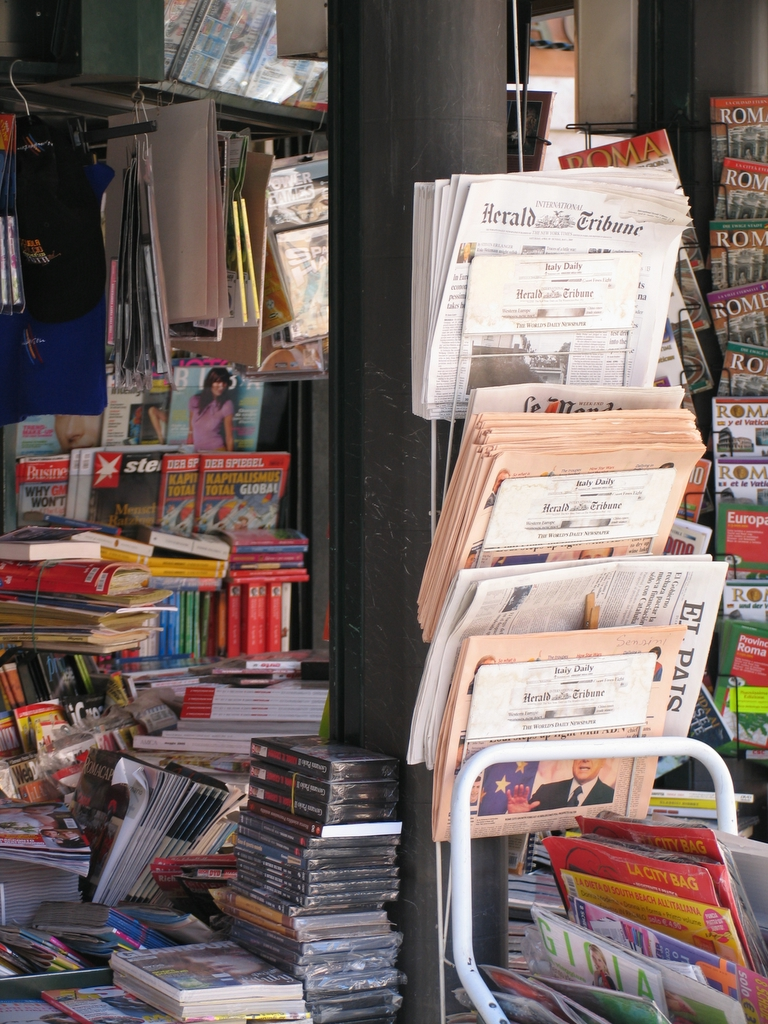
Krantenstandaard in een nieuwskiosk

Nieuws omvat alle  informatie van een zeker algemeen belang die tot dusver aan publieke waarneming was onttrokken. Het gaat daarbij vaak over een recente maatschappelijke gebeurtenis met een zekere impact, die in de actualiteit is gekomen omdat er collectieve belangstelling voor bestaat. De aanduiding "nieuws" kan echter ook betrekking hebben op gebeurtenissen uit het verdere verleden die niet eerder als zodanig werden ontsloten voor een brede kring van belangstellenden. Het kan daarnaast ook gaan om een onthulling van feiten die velen interessant vinden, of om publiciteit die is veroorzaakt door een informatielek. 
Nieuws wordt gepresenteerd door een informatief medium, meestal "de pers" genoemd. Traditionele nieuwsmedia zijn de krant, bepaalde tijdschriften, de radio of het tv-journaal, en tegenwoordig vooral ook nieuwssites. 
Het presenteren kan uiteenlopende vormen hebben: van een redactionele tekst (zoals teletekst), een grafiek, een nieuwsfoto, via video of film of gesproken woord. In een krant of tijdschrift staan de nieuwsberichten meestal vooraan gegroepeerd en wordt het gescheiden gepresenteerd van het commentaar en de achtergronden bij het nieuws. Van het medium dat een nieuwsbericht als eerste in een verspreidingsgebied of bij een publiek presenteert wordt vaak gezegd dat het "de primeur" (Engels: scoop) heeft. Om hun eigen trots daarover te benadrukken, voorzien bepaalde redacties het dan van het label "exclusief".

## Nieuwsmakers en -bronnen

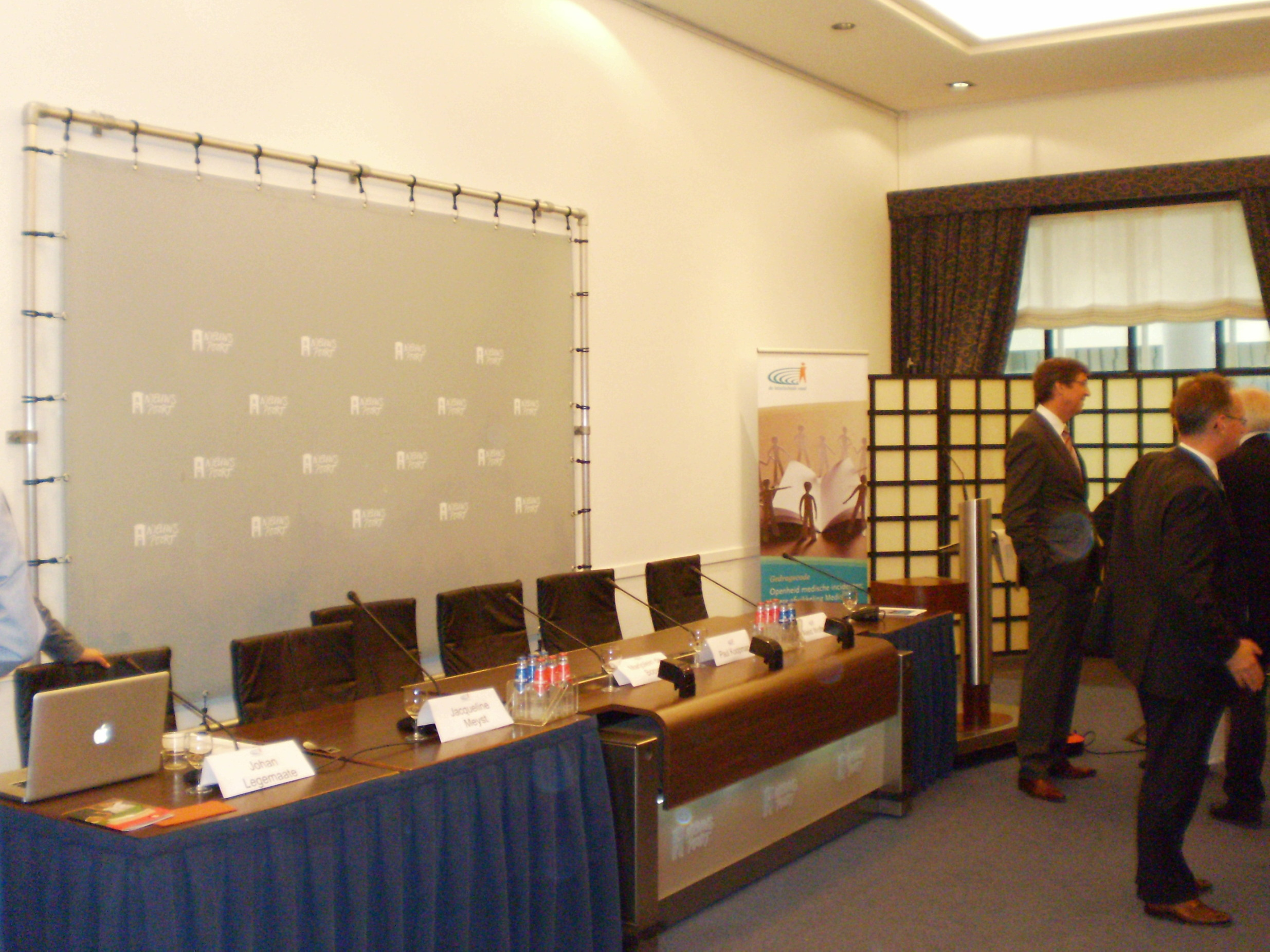
In het perscentrum Nieuwspoort in Den Haag hangt de ingelijste dichtregel van Eric van der Steen die de houding van een journalist typeert en relativeert: "Hij weet het laatste nieuws het eerst en schreef daar gisteren reeds over."

Een journalist ijvert er doorgaans voor om nieuws algemeen bekend te maken, ook al werkt hij of zij voor een medium met een vaste kring van abonnees. Onderkennen andere media het belang van een nieuwsbericht, dan nemen zij het over, idealiter met bronvermelding. Bevat het nieuws een scherp oordeel van iemand, dan staat daar dankzij wederhoor vaak ook een andere mening tegenover. De rectificatie is een bijzonder nieuwsbericht: de openlijke intrekking of wijziging van een eerder gepubliceerd feit dat onjuist bleek te zijn. Een bericht dat achteraf fout blijkt te zijn wordt ook wel een canard genoemd.

Pers- en nieuwsagentschappen of persbureaus zoals ANP, GPD en Novum (in Nederland) en Belga (in België) leveren hun meeste nieuws niet rechtstreeks aan de nieuwsconsument; hun afnemers zijn kranten, tijdschriften, vakbladen, omroepen en grote organisaties en bedrijven. Nieuwsredacties doen aan vrije nieuwsgaring: ze maken gebruik van de vrijheid om inlichtingen en denkbeelden te verzamelen, zonder inmenging van enig openbaar gezag en ongeacht grenzen. Journalisten betrekken hun feitenmateriaal onder meer van (inter-)nationale (foto-)persbureaus, van beeldbanken, persfotografen, correspondenten, freelancers, andere nieuwsmedia, uit persberichten van bedrijven en overheden, ze krijgen het van tipgevers en klokkenluiders en ze produceren nieuws door eigen verslaggeving en onderzoek.

## Subjectieve beoordeling

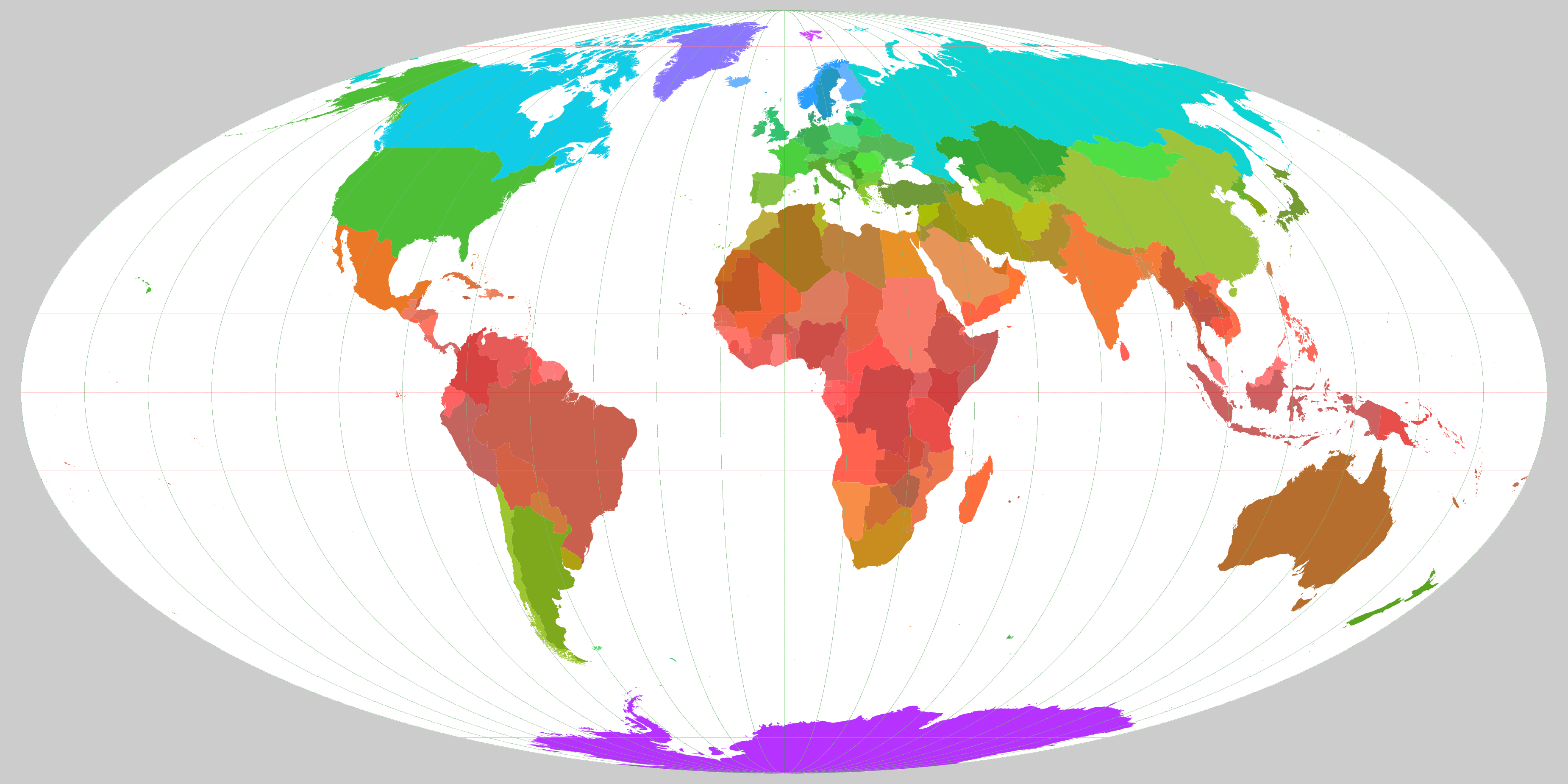
Op een oppervlaktegetrouwe kaartprojectie als de Mollweideprojectie wordt het oppervlak niet uitgerekt richting de polen zoals op de bekende mercatorprojectie: een kwestie van definitiemacht.

Journalisten beschikken over definitiemacht. De vaststelling of iets nieuws is, is het resultaat van een subjectieve afweging. Alles wat een ontvanger nog niet wist, is nieuws voor haar of hem, ook al was het nieuws bij anderen al wel bekend. Deze Wikipediapagina beperkt zich tot nieuws in journalistieke zin. Nieuwsberichten probeert men in de professionele journalistiek zo objectief mogelijk en zonder oordeel weer te gegeven. De signatuur (maatschappelijke oriëntatie) van het medium speelt echter een belangrijke rol in de beslissing om enig nieuws wel of niet, groot of klein te brengen. Pure objectiviteit bestaat in de praktijk niet omdat de waardetoevoeging door journalisten juist bestaat uit selectie en uit het verschaffen van context aan nieuws. Onpartijdigheid en neutraliteit in de nieuwsberichtgeving zijn een breed gedragen norm, maar in de praktijk vindt er vaak ideologische of culturele kleuring plaats, bijvoorbeeld door etnocentrisme. Als ergens in een ver land een muur instort levert dat hier geen nieuws op, maar weer wel als er veel doden bij vallen en zeker als er een bekende landgenoot bij is verdronken of als het de Berlijnse of Chinese Muur is.

### Betekenisverlening

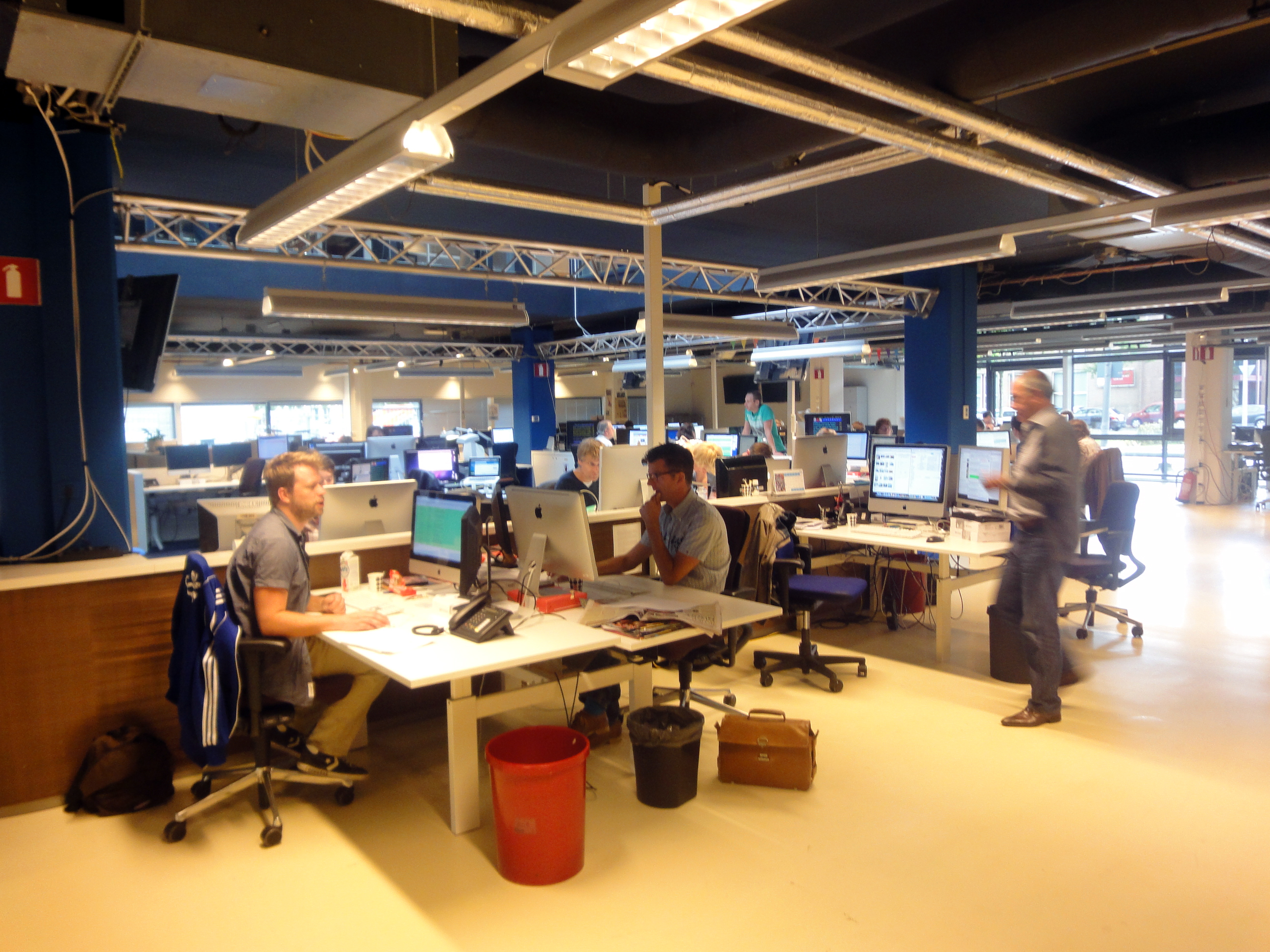
ANP-redactie te Rijswijk, Nederland

De meeste roddels, geruchten, wederwaardigheden, belevenissen en ook persberichten halen het nieuws niet omdat zij naar journalistieke normen gemeten onvoldoende nieuwskenmerken (zie hierna) bevatten. Populair gezegd: op een nieuwsdienst wordt meer geschrapt dan geschreven. Kranten zouden nog dikker zijn en onnodig veel vaktaal bevatten en het journaal zou eindeloos duren als niet eerst ruwe brongegevens zouden worden geselecteerd, geverifieerd en redactioneel bewerkt tot er een nieuwswaardige melding overblijft die voldoet aan journalistieke criteria. De voorbewerking van het nieuws door een journalist bestaat uit betekenisverlening. Een professioneel werkende journalist ordent en plaatst nieuwsfeiten voor een artikel of uitzending in een maatschappelijke context. Zij of hij bewerkt tekst, beeld- en/of geluidsopnamen zó dat zij stroken met de redactieformule en aansluiten op het journalistieke format van een katern, onderdeel of rubriek van een krant, nieuwsblad, tijdschrift, nieuwsbrief, radio- of tv-programma, website of een ander nieuwsmedium. Er bestaat bij de mainstream-media een vrij breed gedragen overeenstemming onder journalisten of iets nieuwswaardig is (of dat het geen nieuws is). Met enig cynisme zegt men weleens dat een oorlog of ramp geen nieuws oplevert als CNN er geen reporter heeft staan. Als de eerste reportagewagen arriveert volgen de andere vaak vanzelf. Accentverschillen in de berichtgeving of zelfs een uiteenlopende uitleg of duiding van de feiten rechtvaardigt het bestaan van diverse media. Naast de mainstream media zijn er ook nieuwsmedia die zichzelf profileren met een alternatieve visie op nieuws zoals het Vlaamse DeWereldMorgen.be. Weer andere media gaan er prat op om nieuws juist op een politiek incorrecte wijze te brengen zoals het Nederlandse PowNews.

### Invalshoeken
Nieuws wordt gepresenteerd vanuit een bepaald perspectief, de journalistieke invalshoek, de manier waarop en kant van waaruit een gegeven benaderd wordt. Een term als het Midden-Oosten impliceert een waarneming vanuit een westelijk standpunt. Het hangt af van je geloof of je de zondag als de eerste of de laatste weekdag beschouwt. Beelden we de wereldkaart af via de mercatorprojectie of met de petersprojectie waardoor Afrika ineens 'groter' wordt dan de VS? Gekleurd idioom als martelaar/vrijheidsstrijder, bezetting/annexatie, vermoorden/uitschakelen geeft aan vanuit welk vertrekpunt er naar een nieuwsfeit wordt gekeken. 'Moest' de politie ingrijpen of greep zij in? Gaat het om ruimen of deporteren? Ook framing speelt een rol: wordt bijvoorbeeld een maatschappijvisie of een vijandbeeld terloops of heimelijk verwerkt in de woord- en beeldkeuze? Wordt wij-zij-denken in een nieuwsbericht voorzien van een toelichting of van "relativerende" aanhalingstekens? Wordt een immigrant die een overwinning behaalt aangeduid met 'onze landgenoot'?

### Externe factoren
De vraag of een gebeurtenis voldoende nieuws bevat om als nieuwsfeit gepresenteerd te kunnen worden, hangt niet alleen af van de intrinsieke eigenschappen ervan (de nieuwsbestanddelen zelf). Ook externe factoren bepalen of, hoe snel en hoe het nieuws wordt gepubliceerd. Een omroep zal zijn primeur – nieuws waarvoor veel onderzoeksjournalistiek is verricht – pas publiceren als er een eigen uitzending is gepland. Ook de vraag of het ‘groot’ of ‘klein’ nieuws is hangt slechts gedeeltelijk af van de gebeurtenis zelf omdat er altijd overig nieuws is dat meedingt naar media-aandacht. Verder is van belang of het nieuwsbericht past binnen het karakter van het medium, het uitzend- of verschijningstijdstip of het verspreidingsmoment (zie ook komkommertijd) en van de inschatting of en hoe concurrerende nieuwsmedia hetzelfde nieuwsfeit zullen gaan presenteren. 
Is een kwestie eenmaal in de publiciteit, dat verlaagt dat de nieuwsdrempel voor soortgelijk of verwant nieuws: de kans dat de media ook dit tot nieuws verklaren neemt daarmee toe. Is de nieuwsdrempel overschreden, dan kan er zelfs een nieuwshype ontstaan. Een hype is een zichzelf versterkend mechanisme waardoor nieuws zijn eigen vervolg creëert zonder dat individuele journalisten er nog grip op lijken te hebben. Iets is nieuws omdat het 'nu eenmaal' een actualiteit is: een resultaat van groepsdenken.

## Nieuwskenmerken
Een standaardnieuwsbericht geeft antwoord op de vragende voornaamwoorden: wie deed wanneer wat, waar en zo mogelijk ook op de vragen waarom en hoe? Nieuws concentreert zich meestal op negatieve ontwikkelingen: vandaar de uitdrukking 'Geen nieuws is goed nieuws'. De journalistiek krijgt vaak het verwijt daarmee in essentie negatief gericht te zijn.

De kans dat een feit als nieuws wordt gepresenteerd groeit naarmate het voldoet aan meer kenmerken tegelijk. De volgorde ervan is willekeurig:
- het is actueel en niet eerder op brede schaal onthuld (interessant voor velen)
- het is authentiek en traceerbaar (stamt uit betrouwbare, geverifieerde informatiebron)
- het is ongewoon, afwijkend maar wel plausibel (niet-alledaags, origineel, zeldzaam, verbazingwekkend)
- het is voorstelbaar en gebeurt nabij (hoe verder weg, des te oninteressanter)
- het sluit aan op een andere nieuwswaardige gebeurtenis (lift mee met een bestaande aandachtsstroom)
- de gebeurtenis past in een patroon (reeks, follow-up, trend, magisch getal, vaste invalshoek)
- het past in een redactieformule, programmaformat of een journalistieke reflex (hype, meutegedrag, primeurdrift, medialogica)
- ander nieuws is - op dat moment - minder belangwekkend (heeft minder vermeende impact op ons leven)
- er is relevant beeld- en geluidsmateriaal en cijferbewijs beschikbaar (hoe concreter, hoe beter)
- er zijn beroemdheden, persoonlijke ego’s, machthebbers of autoriteiten bij betrokken
- er is sprake van ophef, conflict, spanning, emotie (dood, drama, verderf, verontwaardiging)
- het heeft sociale gevolgen en 'navertelwaarde' (Heb je al gehoord van...)
- het is persklaar beschikbaar (journalistieke bewerking vergt tijd en geld)

De waarde van deze nieuwskenmerken is in principe altijd relatief.

## Soorten nieuws
Nieuws kan worden onderverdeeld in verschillende journalistieke categorieën. Deze zijn ook vaak terug te vinden in de rubrieksindeling van media, zoals:
- lokaal, stads-, gemeentelijk en regionieuws
- binnenlands en politiek nieuws
- financieel-economisch nieuws
- Europees en buitenlands nieuws
- wetenschap, religie, cultuur, amusement, sport
- service-informatie (weer, rtv- en uitgaansinformatie)

Met termen als wereldnieuws (breaking news), landelijk nieuws en lokaal nieuws kan ook het schaalniveau van het nieuws worden uitgedrukt, wat aangeeft of het betreffende nieuwsfeit van mondiale of slechts van plaatselijke betekenis is.
Nepnieuws is de benaming voor onjuiste nieuwsfeiten, die wel als echt nieuws worden gepresenteerd.

## Online nieuwssites
To en met de 20e eeuw verschenen kranten alleen op gedrukt papier. Tegenwoordig hebben de meeste nog bestaande traditionele kranten ook een online versie. Daarnaast zijn er steeds meer websites die continu nieuws leveren, vaak gratis. 
Hieronder staan van beide soorten een aantal Nederlandstalige voorbeelden, alfabetisch gerangschikt.

### Nieuwswebsites
- Google News
- VTM Nieuws
- Nieuws.nl
- NOS Journaal
- NU.nl
- RTL Nieuws
- VRT Nieuws
- AT5

### Websites van traditionele kranten

#### Uit Nederland
- Algemeen Dagblad
- Brabants Dagblad
- De Telegraaf
- de Volkskrant
- Het Financieele Dagblad
- Het Parool
- Metro
- Nederlands Dagblad
- NRC Handelsblad

- Reformatorisch Dagblad
- Trouw

#### Uit Vlaanderen
- De Morgen
- De Standaard
- De Tijd
- Gazet van Antwerpen
- Het Belang van Limburg
- Het Laatste Nieuws
- Het Nieuwsblad

## Onderzoek
Digital News Report is een jaarlijks rapport over de situatie van de nieuwsmedia in de wereld. De publicatie is een samenwerking tussen de nieuwsdienst Reuters en de Universiteit van Oxford.

## Verwante begrippen
- Sub rosa, een uitdrukking die niet de publicatie maar juist de geheimhouding van nieuws benadrukt
- Embargo, een verzoek aan redacties om nieuws tijdelijk niet te publiceren
- Klokkenluider, iemand die misstanden naar buiten brengt
- Lekken, het ongeautoriseerd verschaffen van nieuws aan de media
- Rectificatie, het openlijk corrigeren van een berichtgevingsfout
- Non-issue, een feit dat onvoldoende relevant nieuws bevat, geen nieuws dus
- Trending topic een onderwerp dat het nieuws beheerst op Twitter